# Xerocrassa ripacurcica
Xerocrassa ripacurcica е вид коремоного от семейство Hygromiidae.

## Разпространение
Видът е разпространен в Испания и Франция.